# Roches de la Crique Pavée
Les Roches de la Crique Pavée constituent un monument historique de Guyane situé dans la ville de Rémire-Montjoly.
Le monument est classé monument historique par arrêté du 8 juillet 1980.